# William Girdler
William Girdler est un compositeur, producteur, réalisateur et scénariste américain, né le 22 octobre 1947 à Louisville, dans le Kentucky aux États-Unis, et décédé le 21 janvier 1978 à Manille aux Philippines. Il est tué dans un accident d'hélicoptère.

## Filmographie

### comme réalisateur
- 1972 : Three on a Meathook
- 1974 : Quand la ville tremble (The Zebra Killer)
- 1974 : Abby (en)
- 1975 : L'Antre de l'horreur (Asylum of Satan)
- 1975 : 'Sheba, Baby'
- 1976 : Grizzly
- 1976 : La Machine à tuer (Project: Kill)
- 1977 : Day of the Animals
- 1978 : Le Faiseur d'épouvantes (The Manitou)

### comme scénariste
- 1972 : Three on a Meathook
- 1974 : Quand la ville tremble (The Zebra Killer)
- 1975 : L'Antre de l'horreur (Asylum of Satan)
- 1975 : 'Sheba, Baby'
- 1978 : Le Faiseur d'épouvantes (The Manitou)

### comme compositeur
- 1972 : Three on a Meathook
- 1973 : The Body Shop
- 1975 : L'Antre de l'horreur (Asylum of Satan)

### comme producteur
- 1974 : Abby (en)
- 1978 : Le Faiseur d'épouvantes (The Manitou)